# Liste de mathématiciens arabo-musulmans
Pour un article plus général, voir Mathématiques arabes.
Cette liste de mathématiciens arabophones/musulmans décrit les mathématiciens de langue arabe de la période dite arabe classique, jusqu'à la chute des califats abbassides de Bagdad à l'est et almohades à l'ouest. Cette liste présente donc des mathématiciens d'origines diverses (arabes, perses, berberes, andalous, etc.) influents de la civilisation arabo-musulmane, civilisation médiévale définie par la conquête musulmane, et qui s'identifie par conséquent à la civilisation arabe.

## Liste des mathématiciens arabophones/musulmans
Concernant les mathématiques dans la partie orientale du monde musulman, les textes découverts et analysés au cours du XXe siècle permettent de déterminer plus précisément les apports de chaque mathématicien dès le IXe siècle. Concernant sa partie occidentale, le développement est plus tardif et les documents plus rares. Les historiens doivent souvent se contenter de références biobibliographiques ou d’allusions à des écrits dans des ouvrages plus tardifs.
| Nom                               | Époque                                 | Région                              | Remarques |
| --------------------------------- | -------------------------------------- | ----------------------------------- | --- |
| al-Khwarizmi, Muḥammad Ben Mūsa   | c.780-c.850                            | Perse (O) - Bagdad (T)              | Auteur d'un ouvrage sur la technique de résolution des équations al-jabr wa-l-muqābala et d'un autre sur le système décimal indien.                                                                    |
| al-Hajjaj b. Matar                | VIIIe – IXe siècle                     | Bagdad                              | Traducteur des Éléments d'Euclide. |
| Ibn Turk                          | IXe siècle                             | Bagdad (T)                          | Auteur d'un ouvrage sur la technique de résolution des équations al-jabr wa-l-muqābala. |
| Banu Musa                         | IXe siècle                             | Bagdad                              | Trois frères, algébristes, calcul d'aire, double proportionnalité, trisection de l'angle, coniques. |
| al-Jawhari, Abbâs                 | IXe siècle                             | Bagdad Syrie                        | Tentative de démonstration du 5e postulat d'Euclide. |
| al-Kindi                          | c.800 - après 870                      | Bagdad (T)                          | Philosophe, problème isopérimétrique, axiome des parallèles, géométrie de la sphère, optique géométrique.                                                                                              |
| Al-Mahani                         | ? - c.880                              | Perse (O) - Bagdad (T)              | Algébriste, commentateur du traité De la sphère et du cylindre d'Archimède. |
| Thabit ibn Qurra                  | 836-901                                | Syrie (O) - Bagdad (T)              | Algébriste, Théorie des nombres, méthodes infinitésimales de calcul d'aire, axiome des parallèles. |
| Ibn Yusuf, Ahmad                  | inf.839-c.912                          | Bagdad ? (O) - Égypte (T)           | Proportionnalité. |
| Abu Kamil                         | c.850 - c.930                          | Égypte                              | Algébriste. |
| al-Nayrizi                        | ? - c.922                              | Perse (O) Bagdad (T)                | Commentaires d'Euclide, théorie des proportions. |
| al-Battani                        | inf.858-929                            | Syrie                               | Connu sous le nom latin d'Albategnius. Trigonométrie. |
| al-Khazin                         | ?–c.971                                | Perse                               | Algébriste, trisection de l'angle, interpolation, triplet pythagoricien, problème isopérimétrique. |
| Ibn Sinan                         | 909 - 946                              | Bagdad                              | Géomètre, transformations géométriques, calculs d'aire, coniques, raisonnement par analyse-synthèse.                                                                                                   |
| al-Uqlidisi                       | Xe siècle                              | Syrie                               | Livre sur le système de numération hindou, fractions décimales, arithmétique. |
| al-Qūhī                           | c.940 - c.1000                         | Perse (O) Bagdad (T)                | Équation cubique, calculs d'aire, compas parfait, projection stéréographique. |
| Ibn Sahl                          | Xe siècle (2de moitié)                 | Bagdad                              | Miroir ardent, loi de la réfraction. |
| al-Khujandi                       | c.940 - 1000                           | Perse                               | Théorie des nombres, trigonométrie sphérique. |
| Abu l-Wafa                        | 940 - c.998                            | Perse (O) Bagdad (T)                | Connu aussi sous le nom d'al-Buzjani. Algèbre, arithmétique et géométrie élémentaire, constructions géométriques, trigonométrie.                                                                       |
| al-Sijzi                          | c.945 - c.1020                         | Perse                               | Théorie des nombres, trigonométrie sphérique, trisection de l'angle, géométrie sphérique, compas à conique, asymptote de l'hyperbole.                                                                  |
| al-Mayriti                        | Xe siècle (2d moitié) - c.1007         | Andalousie                          | Arithmétique commerciale, astronomie mathématique. |
| Ibn Yunus, Abû'l-Hasan            | Xe siècle (2d moitié) - 1009           | Égypte                              | Astronomie sphérique, trigonométrie, table des Sinus |
| al-Karaji                         | fin du Xe siècle – début du XIe siècle | Bagdad (T)                          | Connu aussi sous le nom d'al-Karkhi, algébriste, algèbre des polynômes, triangle arithmétique, équations diophantiennes, raisonnement par induction.                                                   |
| ibn ʿIrāq, Abū Naṣr               | c.950 – c.1036                         | Perse                               | Équation cubique, géométrie sphérique, loi des sinus. |
| Ibn al-Haytham                    | Xe siècle (2d moitié) - après 1040     | Mésopotamie (O) Égypte (T)          | Connu en Occident sous le nom d'Alhazen, méthodes infinitésimales de calcul d'aire, section de coniques, axiome des parallèles, théorie des nombres, théorème des restes chinois, optique géométrique. |
| al-Biruni                         | 973 - c.1050                           | Perse                               | Trigonométrie, méthodes d'interpolations, axiome des parallèles, projection stéréographique, coordonnées dans l'espace.                                                                                |
| Ibn al-Samh                       | c. 979 - 1035                          | Andalousie                          | Calcul infinitésimal, théorie des nombres, géométrie de l'astrolabe. |
| Al-Baghdadi, Abu Mansur ibn Tahir | fin du Xe siècle–1037                  | Bagdad (O) Perse (T)                | Arithmétique, théorie des nombres. |
| Ibn Muʿādh al-Jayyānī             | après 989 – après 1079                 | Andalousie                          | Proportion, trigonométrie en tant que discipline à part, résolution de triangles sphériques. |
| al-Isfahani, Abu-l-Fath Mahmud    | fin du Xe siècle?                      | Perse                               | Connu en Occident sous le nom d'Abalphat d'Ispahan, traduction du Traité des Coniques d'Apollonius de Perga.                                                                                           |
| Al-Nasawi (ca)                    | début du XIe siècle                    | Perse (O) - Bagdad (T)              | Arithmétique indienne, commentaires d'Euclide et Menalaüs. |
| al-Zarqali                        | ? - 1100                               | Andalousie                          | Connu en occident sous le nom d'Azarquiel, tables trigonométriques |
| al-Khayyām, Abū’l-Fath ˒Umar Ibn  | 1048 - 1131                            | Perse                               | Algébriste, équation cubique, extraction de racine nième, axiome des parallèles. |
| al-Mu'taman ibn Hūd               | XIe siècle                             | Andalousie                          | al-Istikmal, compendium mathématique, théorème de Ceva. |
| Ibn Sayyid, Abd al-Rahman         | XIe siècle (2d moitié)                 | Andalousie                          | Théorie des nombres, coniques, courbes gauches, moyennes multiples entre deux nombres. |
| Jabir Ibn Aflah                   | XIIe siècle (1re moitié)               | Andalousie                          | Connu sous le nom de Geber, critique de l'Almageste, trigonométrie sphérique. |
| al-Qurashî, Abû l-Qâsim           | ? - 1184                               | Andalousie (O) - Maghreb (T)        | Algèbre, science des héritages. |
| al-Hassâr                         | XIIe siècle                            | Maghreb                             | Arithmétique pratique, notation fractionnaire, théorie des nombres. |
| al-Samaw'al                       | ? – 1175/80                            | Bagdad (O)- Perse (T)               | Algébriste, auteur de l'al-Bahir, algèbre des polynômes, extraction de racines nièmes, fractions décimales.                                                                                            |
| al-Tūsī, Sharaf al-Dīn            | 1135 - 1213                            | Perse (O) - Syrie, Mésopotamie (T)  | Traité sur les équations cubiques. |
| Ahmad al-Buni                     | XIIe siècle - 1225                     | Maghreb (O)                         | Carré magique |
| Ibn al-Yâsamîn (en)               | ? - 1204                               | Maghreb                             | Calcul indien, fraction, algèbre, géométrie métrique. |
| Ibn Mun˓im al-˓Abdarī             | ? - 1228                               | Andalousie (O) - Maghreb (T)        | Géométrie, théorie des nombres, combinatoire. |
| Qàysar ibn Abi-l-Qàsim (ca)       | 1170/80- c.1251                        | Égypte (O) - Syrie, Mésopotamie (T) | Connu sous le nom de Alam Al-Din al Hanafi ou sous celui de Ta'asif, correspondant de Nasir al-Din al-Tusi sur l'axiome des parallèles.                                                                |
| al-Abhari                         | ? - 1265                               | Mésopotamie (O) - Perse (T)         | Algébriste, axiome des parallèles. |
| al-Tusi, Nasir al-Din             | 1201 - 1274                            | Perse                               | Dénombrement, axiome des parallèles, Trigonométrie, couple d'al-Tusi. |
| al-Maghribi                       | XIIIe siècle                           | Andalousie (O) - Syrie, Perse (T)   | Projection stéréographique, calcul de sin(1°), livre sur le théorème de Menelaüs. |
| al-Shirazi, Qutb al-Din           | 1236 - 1311                            | Perse                               | Continuateur d'al-Tusi (traduction en persan), traité sur le mouvement cycloïde. |
| Ibn al-Banna                      | 1256 - 1321                            | Maghreb                             | Commentaire d'Euclide, algèbre, calcul d'aire, fraction ordinaire, dénombrement, théorie des nombres.                                                                                                  |
| al Fārisī                         | c.1260 - c.1320                        | Perse                               | Algébriste, Théorie des nombres, optique géométrique. |
| Ibn Qunfudh                       | 1339 - 1406                            | Maghreb                             | Sciences numériques, théorie des nombres, astronomie. |
| al-Kashi                          | ? - c.1430                             | Perse                               | Arithmétique, algèbre, racine de polynomes, trigonométrie, calcul de sin(1°). |
| al-Qalasadi                       | 1412 - 1486                            | Andalousie - Maghreb                | Algèbre, arithmétique, symbolisme algébrique. |